# Schafreuter
Schafreuter är ett berg i Österrike, på gränsen till Tyskland.   Det ligger i distriktet Schwaz och förbundslandet Tyrolen, i den västra delen av landet, 400 km väster om huvudstaden Wien. Toppen på Schafreuter är 2 102 meter över havet, eller 634 meter över den omgivande terrängen. Bredden vid basen är 6,6 km. Schafreuter ingår i Nordtiroler Kalkalpen.
Terrängen runt Schafreuter är varierad. Runt Schafreuter är det ganska glesbefolkat, med 42 invånare per kvadratkilometer.. Närmaste större samhälle är Achenkirch, 16,4 km öster om Schafreuter. 
I omgivningarna runt Schafreuter växer i huvudsak blandskog.